# 马惇靖
马惇靖（1906年—1973年），字立青，男，回族，甘肅省蘭州府人，寧夏馬家軍成員。

## 生平
马惇靖是马鸿宾三子，少时随父任所读书，稍长即入军务。
1935年任三十五师一零三旅二零五团团长，后任旅长、八十一军参谋长。1938年5月，在日伪大军从归绥、包头进犯的重要关头，马惇靖率八十一军赴绥西抗战，军部驻临河。面对陆空联合、步炮联合的三万多机械化敌人，指挥部队在乌布狼口、四喜堂、乌拉垴包和乌镇一带英勇阻击来犯日伪军，与敌展开肉搏战，给敌人以重创，有效阻止日伪军西进。
1946年，八十一军整编为八十一师，任师长。1947年任固（原）海（原）兵团司令，出兵陇东，在环县与解放军作战，伤亡2,000余人，撤回宁夏。
1948年八十一师扩编为八十一军，继任中将军长，驻宁夏中卫。1949年8月解放军进军宁夏，受绥远董其武影响，于9月19日上午到石空渡口黄河中间的一个沙洲上和解放军代表接触，进中宁城六十四军军部与曾思玉军长正式签定《和平起义协议》，八十一军改编为中国人民解放军西北独立第二军，在中卫县城广场举行授旗命名大会。
1951年3月，独立第二军整编为西北独立第一师，馬惇靖调任宁夏军区司令员。
1954年甘、宁两省军区合并，调任甘肃省政协副主席。1961年选为第三届全国人大代表，文革中受到冲击。1972年因患癌症在兰州病逝。